# Ciclismo en los Juegos Olímpicos de Londres 2012 – Velocidad por equipos femenino
El evento de velocidad por equipos femenino de ciclismo en los Juegos Olímpicos de Londres 2012 tuvo lugar el 2 de agosto en la ciudad de Londres. El evento se llevó a cabo en el Velódromo de Londres.

## Horario
Todos los horarios están en Tiempo Británico (UTC+1)
| Fecha                      | Tiempo | Ronda                  |
| -------------------------- | ------ | ---------------------- |
| Jueves 2 de agosto de 2012 | 16:00  | Calificaciones y final |

## Clasificación
| Evento            | Ranking por nación | Clasificados | Equipos por CON |
| ----------------- | ------------------ | --- | --------------- |
| Ranking 2010–2012 | 1º al 10º          | Australia (AUS) · República Popular China (CHN) · Colombia (COL) · Francia (FRA) · Alemania (GER) · Reino Unido (GBR) · Países Bajos (NED) · Corea del Sur (KOR) · Ucrania (UKR) · Venezuela (VEN) | 1               |
| Total             |                    | | 10              |

## Resultados

### Clasificación
| Rank | País                          | Ciclista                            | Resultado | Notas      |
| ---- | ----------------------------- | ----------------------------------- | --------- | ---------- |
| 1    | República Popular China (CHN) | Gong Jinjie Guo Shuang              | 32.447    | Q, WR      |
| 2    | Reino Unido (GBR)             | Victoria Pendleton Jessica Varnish  | 32.526    | Q, WR*, RE |
| 3    | Alemania (GER)                | Kristina Vogel Miriam Welte         | 32.630    | Q          |
| 4    | Australia (AUS)               | Kaarle McCulloch Anna Meares        | 32.825    | Q          |
| 5    | Países Bajos (NED)            | Yvonne Hijgenaar Willy Kanis        | 33.253    | Q          |
| 6    | Francia (FRA)                 | Sandie Clair Virginie Cueff         | 33.638    | Q          |
| 7    | Ucrania (UKR)                 | Lyubov Shulika Olena Tsyos          | 33.708    | Q          |
| 8    | Venezuela (VEN)               | Daniela Larreal Mariaesthela Vilera | 34.320    | Q          |
| 9    | Corea del Sur (KOR)           | Lee Eun-Ji Lee Hye-Jin              | 34.636    |            |
| 10   | Colombia (COL)                | Diana Garcia Juliana Gaviria        | 34.870    |            |

- La carrera de Varnish y Pendleton de Gran Bretaña se llevó a cabo antes de la de Gong y Guo de China, y rompió el récord mundial vigente. Fue inmediatamente roto por el tiempo que el equipo chino en la siguiente serie.

### Primera ronda
| Serie | Rank | País                          | Resultado | Notas |
| ----- | ---- | ----------------------------- | --------- | ----- |
| 4     | 1    | República Popular China (CHN) | 32.422    | RN    |
| 2     | 2    | Alemania (GER)                | 32.701    |       |
| 1     | 3    | Australia (AUS)               | 32.806    |       |
| 3     | 4    | Ucrania (UKR)                 | 33.620    |       |
| 1     | 5    | Países Bajos (NED)            | 33.090    |       |
| 2     | 6    | Francia (FRA)                 | 33.707    |       |
| 4     | 7    | Venezuela (VEN)               | 34.415    |       |
| 3     | 8    | Reino Unido (GBR)             | 32.567    | REL*  |

- Gran Bretaña ganó su serie con un tiempo que las hubiera calificado para la carrera por la medalla de oro, pero fueron relegadas por un intercambio demasiado rápido.

### Final
| Partida | Equipo                        | Tiempo | Rank              | Notas |
| ------- | ----------------------------- | ------ | ----------------- | ----- |
| Oro     | Alemania (GER)                | 32.798 | Medalla de oro    |       |
| Oro     | República Popular China (CHN) | 32.619 | Medalla de plata  | REL*  |
| Bronce  | Australia (AUS)               | 32.727 | Medalla de bronce |       |
| Bronce  | Ucrania (UKR)                 | 33.491 | 4                 |       |

- China tuvo el mejor tiempo en la final, pero fueron relegadas por un intercambio demasiado rápido.